# Oxacis falli
Oxacis falli es una especie de coleóptero de la familia Oedemeridae.

## Distribución geográfica
Habita en Florida (Estados Unidos).